# Battaglia di Hòa Bình
La battaglia di Hòa Bình fu combattuta nel corso della guerra d'Indocina e oppose, dal 10 novembre 1951 al 25 febbraio 1952, le truppe dell'Unione francese alle forze vietnamite del generale Võ Nguyên Giáp. 
I combattimenti, iniziati sotto l'iniziativa francese per impedire alle truppe vietnamite di invadere il delta del Fiume Rosso, si conclusero con una vittoria francese. Il generale De Lattre, spinto dal governo, cercò di influenzare il bilancio e ottenere il sostegno degli Stati Uniti con una vittoria.
Durante questo confronto Giap ingaggiò senza successo tre delle sue divisioni (le divisioni nordvietnamiti 304, 308 e 312) per conquistare Hoa Binh. Infine, nel febbraio 1952, il generale Salan, che aveva appena sostituito de Lattre a capo delle truppe indocinesi, decise di evacuare Hòa Bình, che immobilizzava troppe truppe (un terzo delle truppe del Tonchino) per utilizzarle nel delta.

## Contesto
La linea di fortificazione del delta era in fase di completamento e l'Esercito della Repubblica Vietnamita si trovava ancora in fase di formazione a seguito della mobilitazione generale decisa da Bao Daï e dell'arrivo dei primi materiali americani. 
De Lattre era già comandante in capo del corpo di spedizione francese in Indocina da quasi un anno e le sue vittorie avevano contribuito a risollevare il morale dell'esercito. Ogni volta, tuttavia, i combattimenti vennero avviati dal Viet Minh che non esitò più a impegnare le sue divisioni in attacchi massicci dopo il suo successo sulle truppe francesi nell'ottobre 1950.
Sotto la pressione del governo, che a fine dicembre avrebbe votato per il bilancio sull'Indocina, De Lattre aveva un disperato bisogno di una rapida e spettacolare vittoria offensiva. Dopo qualche esitazione sulla direzione da prendere, la sua scelta cadde su Hoa Binh, la capitale della regione del Muong. Questa regione è un importante crocevia di rifornimenti per il Viet minh tra la Cina e Thanh Hóa, nel nord dell'Annam. Oltre al lato strategico di questo nodo di rifornimento e infiltrazione del delta del Tonchino, Hoa Binh è una regione composta di giungla e montagne favorevole alle tecniche di combattimento del Viet minh che predilige gli attacchi fulminei. Inoltre, anche se la zona non era adatta alle manovre delle grandi unità franco-vietnamite, era vicina ad Hanoi e alla sua forza aerea ed era raggiungibile via fiume attraverso il Fiume Nero.

## Svolgimento dei combattimenti

### Operazione Tulipe
L'obiettivo di questa prima operazione, sviluppata dal generale De Linarès, fu quello di conquistare il settore del Cho Ben, una delle vie di infiltrazione del Viet minh nel delta. È un'azione combinata di truppe aviotrasportate e forze di terra.
Il 10 novembre 1951, mentre il Primo Reggimento Paracadutisti Legionari si paracadutava direttamente in città, 4 gruppi conversero a tenaglia verso l'obiettivo. Il Gruppo corazzato De Castries si spostò lungo la Strada Provinciale 21 da nord a sud, il secondo Gruppo corazzato del colonnello Clément, rinforzato dal Primo Battaglione di Paracadutisti di Marina sotto il comando del colonnello Vandenberghe, e il settimo Gruppo corazzato del colonnello Dodelier, si mossero rispettivamente al centro e ad ovest del dispositivo. Il terzo Gruppo corazzato del colonnello Vanuxem da parte sua proteggeva il sud del dispositivo.
Al contrario, la resistenza è simbolica. La sera stessa le truppe francesi raggiunsero i loro obiettivi: la strada provinciale 21 fu sgomberata e la città di Cho Ben fu conquistata.

### Operazione Lotus
Tre giorni dopo la cattura di Cho Ben, De Lattre lanciò l'operazione Lotus per catturare Hòa Bình, suo obiettivo principale. 
La sera del 13 novembre, il primo Gruppo corazzato, che componeva il gruppo settentrionale, partì in direzione di Tu Vu, aggirando a nord il monte Bavi e poi scendendo attraverso la valle della Fiume Nero. Allo stesso tempo, il gruppo meridionale del colonnello Clément, guidato dai 2 battaglioni Muong di Vanuxem, avanzò sulla Strada Provinciale 6 verso Hòa Bình. Il secondo Gruppo corazzato doveva assicurare il collegamento tra gli altri due gruppi corazzati.
L'operazione aviotrasportata ebbe luogo il 14 novembre. Tre battaglioni di paracadutisti vennero lanciati direttamente sull'obiettivo: il 2º Battaglione di Paracadutisti della Fanteria di Marina, genieri ed artiglieria alle 12:30, il 1º battaglione paracadutisti di fanteria di marina alle 14:30 e infine il 7º battaglione paracadutisti fanteria di marina alle 17:30.
Hoa Binh venne conquistato senza difficoltà lo stesso giorno e in serata venne stabilito il collegamento con i due battaglioni Muong. Il 15 novembre tutti gli obiettivi vennero raggiunti. De Lattre, soddisfatto dell'operazione, chiamò a raccolta i giornalisti ed annunciò: "Ho preso il nemico per la gola". 
Il 19 novembre si recò a Hòa Bình per incontrare un'ultima volta i suoi soldati prima di rientrare in Francia per gravi motivi di salute (gravemente indebolito da un tumore alla prostata, morirá nella sua casa di Neuilly-sur-Seine l'11 gennaio dell'anno successivo).
Alla fine della battaglia si registrarono 608 caduti tra le file viet minh e 8 caduti delle forze militari francesi.